# 颱風米娜 (2007年)
颱風米娜 （菲律賓大氣地理天文部門：Mina，國際編號：0723，聯合颱風警報中心：24W）是2007年太平洋颱風季的一個熱帶氣旋。
「米娜」是米克羅尼西亞取的名字，其意為雅蒲語「我的眼睛」之意，也是女子的名字，

## 路徑
米娜於11月20日在馬尼拉以東約1660公里發展成一熱帶低氣壓，當晚它迅速增強為一熱帶風暴。11月22日凌晨進一步增強為強烈熱帶風暴，並在中午迅速增強為颱風，其後米娜於11月23日下午達到顛峰，中心風力每小時約150公里，其後受其西面的颱風海貝思影響一度停留不動並開始緩慢減弱。
米娜於11月26日橫過呂宋，並進入呂宋海峽。受到東北季風影響，米娜於當日徬晚減弱為強烈熱帶風暴。米娜於翌日中午減弱為熱帶風暴，11月28日清晨進一步減弱為熱帶低氣壓，當日早上減弱為低壓區。

## 影響

### 菲律賓
11月26日，颱風米娜侵襲菲律賓北部，造成7人死亡，兩人失蹤，約1000公頃稻田被水淹沒，約30萬民眾被迫遷離家園，救災人員全面警戒，這是近來菲律賓最大規模的撤離行動。

### 臺灣
當地發佈颱風最高信號：海上颱風警報
米娜橫過呂宋後減弱為強烈熱帶風暴，但其暴風圈有機會影響台灣，因此中央氣象局在11月27日上午5時30分發出海上颱風警報，當時米娜位於鵝鑾鼻以南約300公里，隨米娜減弱及遠離，海上颱風警報在11月28日上午11時30分解除。

## 熱帶氣旋警告使用紀錄

### 台灣
| 交通部中央氣象局 颱風警報 | 交通部中央氣象局 颱風警報 | 交通部中央氣象局 颱風警報 |
| ------------------------- | ------------------------- | ------------------------- |
| 上一熱帶氣旋              | 海上颱風警報              | 下一熱帶氣旋              |
| 強烈颱風柯羅莎            | 海上颱風警報              | 中度颱風卡玫基            |

## 外部連結
- （英文） 聯合颱風警報中心首頁 （页面存档备份，存于）
- （日語） （英文） 日本氣象廳首頁 （页面存档备份，存于）
- （繁體中文） 中央氣象局首頁 （页面存档备份，存于）
- （英文） 菲律賓大氣地球物理和天文管理局首頁 （页面存档备份，存于）